# Öræfajökull
Oræfajökull – wulkan na Islandii znajdujący się w Parku Narodowym Skaftáfell otoczonym lodowcami Vatnajökull, Skeiðarárjökull, Skaftafellsjökull.
Wulkan ten jest najwyższym szczytem na Islandii – jego najwyższy punkt wznosi się po północnej stronie kaldery i nosi nazwę Hvannadalshnúkur (2110 m n.p.m.). Kaldera ma średnicę 4,5 km. 
Wulkan Oræfajökull wybuchał w latach m.in.: 1362, 1727–1728.
Jako pierwszy na wulkan wszedł Svein Pálsson 11 sierpnia 1794 r.